# Maxipes Fík
Maxipes Fík je československý animovaný televizní seriál, který vznikl v roce 1975 a premiéru měl poprvé v rámci večerníčku 12. prosince 1976. Scénář napsal Rudolf Čechura, namluvil herec Josef Dvořák, nakreslil Jiří Šalamoun, hudbu složil Petr Skoumal.
Seriál pojednává o příhodách přerostlého mluvícího inteligentního psa Fíka a holčičce Áje, kteří spolu žili v Ahníkově u Kadaně.
V roce 1978 vznikl silvestrovský speciál nazvaný Maxipes Fík filmuje, později Rudolf Čechura sepsal i několik knih o Fíkových dobrodružstvích.

## Oslavy v Kadani
Od roku 2005 se každoročně slaví v Kadani dětská slavnost Narozeniny Maxipsa Fíka. V nedaleké vsi Ahníkov, srovnané kvůli těžbě uhlí se zemí, působil totiž jako učitel Rudolf Čechura, Fíkův "duchovní otec", který do Kadaně často zajížděl. V Kadani rovněž vyrostl a začal svou divadelní kariéru herec Josef Dvořák.  V Kadani lze také nalézt Nábřeží Maxipsa Fíka.

## Seznam dílů

### Maxipes Fík
Seriál byl natočen v roce 1975 a 1977. Vypráví příhody Maxipsa Fíka a holčičky Áji.
1. Zrození Maxipsa Fíka
2. Zmoudření Maxipsa Fíka
3. Maxipes Fík sportuje
4. Fík ve škole
5. Fík za volantem
6. Fík - mistr skoku
7. Fík jde do světa
8. Maxipes Fík trosečníkem
9. Maxipes Fík v jižních krajích
10. Maxipes Fík - polárník
11. Maxipes Fík u protinožců
12. Maxipes Fík objevitelem
13. Maxipes Fík se vrací

### Maxipes Fík filmuje
Silvestrovský speciál byl natočen v roce 1978. Maxipes Fík a Ája v něm filmují.

### Divoké sny Maxipsa Fíka
Seriál byl natočen v roce 1982. Maxipes Fík se každé ráno probudí s divokým snem, který pak vypráví Áje.
1. O požárnících
2. O kopané
3. O prázdninách
4. O velkém městě
5. O žních
6. O lupičích
7. O lovu
8. O vynálezech
9. O velké zimě
10. O Vánocích
11. O hledání pokladu
12. O Minifíkovi
13. O nevěstě

## Verze na LP a kazetách
Dne 27. 10. 1980 namluvil Maxipsa Fíka na LP Josef Dvořák. Namluvil, až na část Fík ve škole, všechny díly, které se vysílaly v televizi, až do části Fík jde do světa. Scénář měl oproti televizní verzi jen drobné úpravy. Hudební doprovod se převzal z původní stopy ČT. LP deska vyšla v roce 1982.
Dne 18. a 21. ledna 1984 byl na LP namluven zbytek příhod, které Fík zažil v cizině. LP deska byla vydána v roce 1985 a vyšla pod názvem Maxipes Fík jde do světa. Pro LP byly natočeny dvě další skladby, které dělí jednotlivé části.
Od 14. do 21. ledna 1986 byly Divoké sny Maxipsa Fíka namlouvány na LP desky. Kvůli délce příběhů se jednalo o dvojí LP v jednom obalu. I tak se všechno na LP nevešlo. Děj se od verzí z televize ve většině částí aspoň trochu lišší. Na rozdíl od televizní verze se zde nacházela postava počítače Alberta, který Fíkovi sny uschovává. Nejdřív je na LP desce namluvená část Jak Fík soudcoval fotbal. To se však dějově Fíkovi opravdu stalo. Po té následuje první sen O kopané, který se dějově od televizní verze neliší. Na 2. straně je namluven příběh Jak Fík prožil své první Vánoce. Po té následuje sen O Vánocích, který má také přibližně stejný děj jako televizní verze. Na 3. straně (tedy na 1. straně 2. LP), se vypraví 3 sny. Sen o prázdninách, Sen o žních a Sen o lovu. Sen o prázdninách se dějově významně liší od televizní verze. Fík jede za Ájou na pionýrský tábor a cestou i v táboře vzbudí paniku. Poté chce příběh vyprávět Ája, Albert jí to nechce dovolit, ale Fík ho vypne. Ája začíná vyprávět sen O žních, který je kratší než televizní verze. Děj je víceméně stejný. Po té následuje sen O lovu, s dějem podobným televiznímu. Na 4. straně (tedy na 2. straně 2. LP) se vypráví sen O pohádkové zemi, který v televizní verzi není. Fík prochází pohádkou neobvyklou zemí. Tento Sen zabírá celou stranu LP. Původní znělka byla pro účely příběhu nazpívána a natočeno také několik podkladových písní podle původní televizní verze. Na závěr 1. desky řekne Fík: „A tu vám budu vyprávět na tý druhý desce, co máte v obalu“ a na konci 3. strany desky (tedy na konci 1. strany druhého LP) řekne Ája: „No, a děti si zatím můžou otočit desku“. Tyto věty byly namluveny jak pro LP, tak pro kazety. V případě kazet se mluvilo o kazetách.
V 90. letech byly vydány samostatné CD. V roce 2014 vznikl komplet všech snímků. Příběhy Jak Fík soudcoval fotbal a Jak Fík prožil své první Vánoce byly zařazeny na CD mezi ostatní příběhy. Na CD Divokých snů Maxipsa Fíka byly tyto pasáže vystřiženy spolu s výše uvedenými větami o otáčení a výměně desky či kazety. Stejně tak nebylo uvedeno několik hudebních doprovodů a úvodních vět.

## VHS a DVD
Všech 13 dílů seriálu Maxipes Fík i všech 13 dílů seriálu Divoké sny Maxipsa Fíka bylo uveřejněno na VHS a DVD, pouze speciální díl Maxipes Fík filmuje uveřejněn nebyl.